# En plads i solen
En plads i solen er amerikansk film fra 1951 instrueret af George Stevens. Filmen er baseret på Patrick Kearneys teaterstykke af samme navn, som var baseret på Theodore Dreisers roman En Amerikansk Tragedie.

## Plot
George Eastman er en fattig ung mand fastbesluttet på at arbejde hårdt for at vinde en plads for sig selv i de højere sociale kredse. Gennem en rig slægtning, vil han arbejde på en fabrik. Men snart udvikler et trekantsdrama, der bliver stadig vanskeligere for George at kontrollere.